# Johannes Richter (Physiker)
Johannes Richter (* 19. September 1951 in Prösen; † 2. Mai 2025 in Dresden) war ein deutscher theoretischer Physiker und Hochschullehrer. Er war bis 2017 Professor an der Otto-von-Guericke-Universität Magdeburg.

## Leben
Johannes Richter studierte Physik an der TU Dresden. Im Jahr 1977 wurde er dort mit einer Dissertation über die „Bandtheorie amorpher Ferromagneten“ promoviert. Anschließend war er bis 1983 als Wissenschaftler an der Universität für Kommunikationswissenschaft in Dresden. In den Jahren 1983/84 war er Gastwissenschaftler an der Staatlichen Universität Moskau. Im Jahr 1984 kehrte er nach Dresden zurück und wurde zwei Jahre später habilitiert (Theoretische Untersuchungen elektrischer und magnetischer Eigenschaften ungeordneter Festkörper).
Im Jahr 1988 wechselte er als Dozent an die Universität Magdeburg. Nach der Wende ging er von 1990 bis 1991 als Gastwissenschaftler an die TU Dortmund und ging 1992 als Professor für Theoretische Physik zurück nach Magdeburg. Von 1996 bis 2000 war er dort Leiter des Instituts für Theoretische Physik. Immer wieder war er in den folgenden Jahren Gastwissenschaftler am Max-Planck-Institut für Physik komplexer Systeme in Dresden. Von 2002 bis 2010 war er erneut Leiter des Instituts für theoretische Physik an der Universität Magdeburg.
Im Jahr 2017 wurde er in den Ruhestand verabschiedet, blieb aber wissenschaftlich aktiv und publizierte noch über 40 Artikel nach 2017.

## Forschung
Johannes Richter beschäftigte sich mit korrelierten elektronischen Systemen wie Hubbard-Modellen (insbesondere in Hinblick auf Spin-Peierls-Instabilitäten), Spinsystemen, die z. B. durch Heisenberg- oder XXZ-Modellen beschrieben werden und mit Quantenphasenübergängen in solchen Systemen. Zudem galt sein Interesse Systemen, die flache Bänder aufweisen, wie die Sägezahnkette oder das Kagomegitter, für die er mit seinen Koautoren das Bild der unabhängigen lokalisierten Magnonen geprägt hat.
Richter war in vielen Kollaborationen verantwortlich für präzise numerische Berechnungen, für die er u. a. Methoden wie Krylovraumverfahren, Greensche Funktionen, Coupled-Cluster-Methoden sowie Hochtemperatur-Reihenentwicklungen, heranzog.

## Publikationen (Auswahl)
- mit J. Schulenburg, A. Honecker, J. Schnack, J. Richter, H.-J. Schmidt: Macroscopic Magnetization Jumps due to Independent Magnons in Frustrated Quantum Spin Lattices. In: Phys. Rev. Lett. Band 88, 2002, S. 167207, doi:10.1103/PhysRevLett.88.167207.
- M. Enderle et al.: Quantum helimagnetism of the frustrated spin-1/2 chain LiCuVO4. In: EPL. Band 70, 2005, S. 237, doi:10.1209/epl/i2004-10484-x.
- A Honecker et al.: Magnetization plateaus in frustrated antiferromagnetic quantum spin models. In: J. Phys.: Condens. Matter. Band 16, 2004, S. S749, doi:10.1088/0953-8984/16/11/025.

### Reviewartikel und Lecture Notes
- Ulrich Schollwöck, Johannes Richter, Damian J. J. Farnell, Raymod F. Bishop (Hrsg.): Quantum Magnetism (= Lecture Notes in Physics). Springer, Berlin, Heidelberg 2004, ISBN 3-540-21422-4, doi:10.1007/b96825.
- Oleg Derzhko, Johannes Richter, Mykola Maksymenko: Strongly correlated flat-band systems: The route from Heisenberg spins to Hubbard electrons. In: Int. J. Mod. Phys. B. Band 29, 2015, S. 1530007, doi:10.1142/S0217979215300078.